# Castilleja del Campo
Castilleja del Campo é um município da Espanha na província de Sevilha, comunidade autónoma da Andaluzia, de área 16 km² com população de 631 habitantes (2007) e densidade populacional de 38,66 hab/km².

## Demografia
| Variação demográfica do município entre 1991 e 2004 | Variação demográfica do município entre 1991 e 2004 | Variação demográfica do município entre 1991 e 2004 | Variação demográfica do município entre 1991 e 2004 |
| --------------------------------------------------- | --------------------------------------------------- | --------------------------------------------------- | --------------------------------------------------- |
| 1991                                                | 1996                                                | 2001                                                | 2004                                                |
| 636                                                 | 653                                                 | 606                                                 | 629                                                 |